# Jehan Testevuide
Jehan Testevuide, pseudonyme de Jean Pierre Marc Antoine Saurel, né à Nîmes le 20 février 1873 et mort à Paris le 13 février 1922, est un illustrateur et caricaturiste français.
Il collabore à La Semaine de Suzette dès sa création, en proposant des histoires illustrées, ainsi qu'à des magazines comme Le Sourire, Le Frou-frou (dès 1900), L'Assiette au beurre, Le Monde illustré ou Le Cri de Paris dans lesquelles il publie de nombreuses caricatures.